# Битва при Катане
Битва при Катане — морское сражение греко-карфагенской войны 398—392 годов до н. э., состоявшееся летом 397 года до н. э. (по другой версии, 396 года до н. э.) между карфагенянами под командованием Магона и сиракузянами под командованием Лептина. Завершилось решительной победой карфагенян. Основным источником является труд Диодора Сицилийского «Историческая библиотека» (XIV, 40—78).

## Предыстория
Дионисий Старший после прихода к единоличной власти вёл целенаправленную политику по подчинению Сиракузам всей Сицилии. Основным противником Сиракуз уже не первое столетие были карфагеняне, которым принадлежала западная оконечность острова. Воспользовавшись эпидемией чумы в африканских владениях Карфагена, Дионисий вторгся на его сицилийские земли, получил поддержку живших там греков и уничтожил карфагенский порт Мотию. Ответную экспедицию карфагеняне смогли организовать лишь на следующий год; её возглавил Гимилькон, успешно действовавший против греков в прошлую войну. Высадившись в Панорме, он в короткие сроки вернул Карфагену большую часть городов и племён и повёл свое войско вдоль северного побережья острова на восток, отправив своего командующего флотом Магона к горе Тавр.
Гимилькон, наступая с сухопутной армией, совершил такой быстрый марш, что прибыл одновременно с Магоном, прибывшим по морю. Однако приморская область была опустошена недавним извержением Этны, что мешало взаимодействию армии и флота карфагенян: армия была вынуждена следовать через внутренние районы острова с целью соединиться с кораблями в порту Катаны. Дионисий, чтобы прикрыть Сиракузы, занял оборонительную позицию у Тавра; он хотел воспользоваться благоприятным моментом, когда сухопутные и морские силы неприятеля были разъединены, для того чтобы нанести решительный удар. Он продвинулся до Катаны и приказал своему брату Лептину, командовавшему флотом, напасть на отрезанный от своего войска карфагенский флот, приказав вступить в бой в плотном строю и не разрывать свою линию, чтобы не подвергаться опасности от многочисленности неприятеля.

## Расстановка сил и ход битвы
Хотя карфагеняне имели более 200 военных кораблей, а сиракузяне только 180, но это небольшое превосходство возмещалось тем, что греческий флот состоял частью из тетрер и пентер. В то же время у Магона наряду с военными были «купеческие и гребные суда с медными носами», вместе с которыми флот насчитывал не менее 500 кораблей. Карфагеняне поначалу не были настроены сражаться, но потом, осознав опасность бегства при поражении в битве, данной одновременно на суше и на море, построили корабли и стали ожидать приближение противника. Лептин на 30 лучших кораблях вышел впереди остальных и вступил в сражение, «действуя отважно, но безрассудно». Атаковав немедленно передовые суда карфагенян, поначалу он потопил немалое число вражеских триер, однако вскоре был окружён превосходящими силами противника. Из-за скученности кораблей сражение переросло в ожесточённую абордажную схватку. Наконец, Лептин отступил и был вынужден бежать в открытое море, а остальные его корабли, атакуя без порядка, были побеждены карфагенянами, которых воодушевило поражение вражеского флотоводца.

## Последствия
Карфагеняне активно преследовали отступающего в беспорядке врага и уничтожили более сотни кораблей; расставив лёгкие суда вдоль берега, они убивали моряков, плывущих к сухопутному войску, ставшему беспомощным зрителем поражения, так что «вся область наполнилась телами и обломками». Потери сицилийских греков составили более ста кораблей и свыше 20 000 человек, но и у карфагенян они были тяжёлыми. После сражения карфагеняне поставили свои триеры на якорь в гавани Катаны, взяли на буксир захваченные корабли и отремонтировали их. Дионисию не оставалось ничего иного, как поспешно возвратиться в Сиракузы, где он успешно выдержал осаду и в итоге сумел повернуть ход войны в свою пользу.